# Creed
Creed – американський пост-ґрандж-гурт, активний у 1995-2004 роки, а також у 2009. Засновниками гурту є Скотт Степп (вокал) і Марк Тремонті (гітара), до них приєдналися Браян Маршалл  (бас-гітара) і Скотт Філліпс (ударні).
У перший період (1995-2004) Creed випустив три альбоми — «My Own Prison», «Human Clay» і «Weathered», що мали відносно значний комерційний успіх у США.

## Історія
Засновниками групи стали Скотт Степп і Марк Тремонті, які навчалися разом у Флоридському університеті. Незабаром до них приєдналися Брайан Маршалл і Скотт Філліпс.
Випущений в 1997 році дебютний альбом «My Own Prison» викликав справжній фурор. У групи відразу з'явилося безліч шанувальників, та й критики прийняли колектив прихильно. В результаті чого, «Creed» отримали статус «найкращі рок-виконавці року» від легендарного «Billboard». Крім цього альбом дуже непогано продавався, а пісні з нього якийсь час займали перші рядки відомих хіт-парадів. Самі ж учасники колективу заявили, що основним фактором успіху «My Own Prison» стала щирість.
Другий студійний альбом з'явився восени 1999 року. Диск був названий «Human Clay». Основна тема пластинки - проблема вибору і як вчинки впливають на життя тих, хто їх робить. В кінці 2000 року групу покидає басист Брайан Маршалл.
Третій альбом «Weathered» вийшов в 2001 році. Партії бас-гітари в студії виконав Тремонті, а на концертах басистом Creed був Бретт Хестла. «Weathered» зайняв першу позицію в популярному «Billboard 200», а Creed в черговий раз завоювали звання «найкращі рок-виконавці року».
Після туру на підтримку третього альбому, група практично не давала концертів, а 4 червня 2004 року було офіційно оголошено про розпад. Тремонті і Філліпс, разом з вокалістом з The Mayfield Four Майлзом Кенеді, організували групу Alter Bridge. Незабаром до них приєднався і Брайан Маршалл. А Скотт Степп почав сольну кар'єру, випустивши сольний альбом «The Great Divide» в 2005 році.
Через 6 років, 27 квітня 2009 року, на офіційному сайті групи з'явилася інформація про відродження Creed. 19 серпня вийшов сингл «Overcome», а 27 жовтня - новий альбом, що отримав назву «Full Circle». На концертах у складі Creed з'являється п'ятий учасник - гітарист Ерік Фредман.

## Учасники групи
- Скотт Степп - вокал
- Марк Тремонті - гітара, бек-вокал
- Брайан Маршалл - бас-гітара
- Скотт Філліпс - ударні
- Ерік Фредман - гітара

## Дискографія

### Студійні альбоми
- My Own Prison (1997)
- Human Clay (1999)
- Weathered (2001)
- Full Circle (2009)

### Концертний альбом
- Creed Live (2009)

### Компіляція
- Greatest Hits (2004)